# Kop (Deuk)
Pour les articles homonymes, voir Kop.
Kop est un village du Cameroun, situé dans l'arrondissement (commune) de Deuk, le département du Mbam-et-Inoubou et la région du Centre.

## Démographie
En 1966, Kop compte 108 habitants, principalement des Balom. Lors du recensement de 2005, on y a dénombré 109 personnes.